# Nematanthus fluminensis
Nematanthus fluminensis är en tvåhjärtbladig växtart som först beskrevs av Vell., och fick sitt nu gällande namn av Karl Fritsch. Nematanthus fluminensis ingår i släktet Nematanthus och familjen Gesneriaceae. Inga underarter finns listade i Catalogue of Life.